# Pericallis appendiculata
Pericallis appendiculata is een kleine struik uit de composietenfamilie (Compositae of Asteraceae), die endemisch is op de Canarische eilanden La Palma, La Gomera, El Hierro, Tenerife en Gran Canaria. De struik groeit daar op schaduwrijke plekken in laurierbossen op een hoogte van 500 tot 1000 m. De soortaanduiding appendiculata komt van de Latijnse woord appendiculatus (van een aanhangsel voorzien, appendix). De plantensoort werd al in 1782 door Carl Linnaeus de Jongere (de zoon van Carl Linnaeus) beschreven,  maar in 1978 door Rune Bertil Nordenstam heringedeeld in het geslacht Pericallis. Op de eilanden is de struik bekend onder de Spaanse naam "alamillo de monteverde".

## Beschrijving
Pericallis appendiculata is een 0,4 tot 1 m hoge, kleine struik met halfverhoutende, rechtopstaande stengels. De bladeren van de struik lijken op de bladeren van de zilverpopulier. Ze zijn hartvormig tot eirond en hebben een grof golvend getande rand. De bovenzijde van het blad is donkergroen en de onderzijde witviltig behaard. Aan de stengels en bladstelen zitten soms kleine deelbladen (foliola).
Het tuilachtige bloemgestel bestaat uit 5 tot 30 bloemhoofdjes die ongeveer 13-15 mm breed zijn. Elk hoofdje bestaat uit een krans van 9 tot 12 witte straalbloemen en een hart van crèmekleurige tot lichtgele buisbloemen. De omwindselblaadjes zijn over het algemeen kaal. De bloeitijd is van mei tot oktober. De vrucht is een nootje met vruchtpluis.

## Variëteiten
- Pericallis appendiculata var. viridis Pit.
- Pericallis appendiculata var. preauxiana Sch.Bip.

## Afbeeldingen

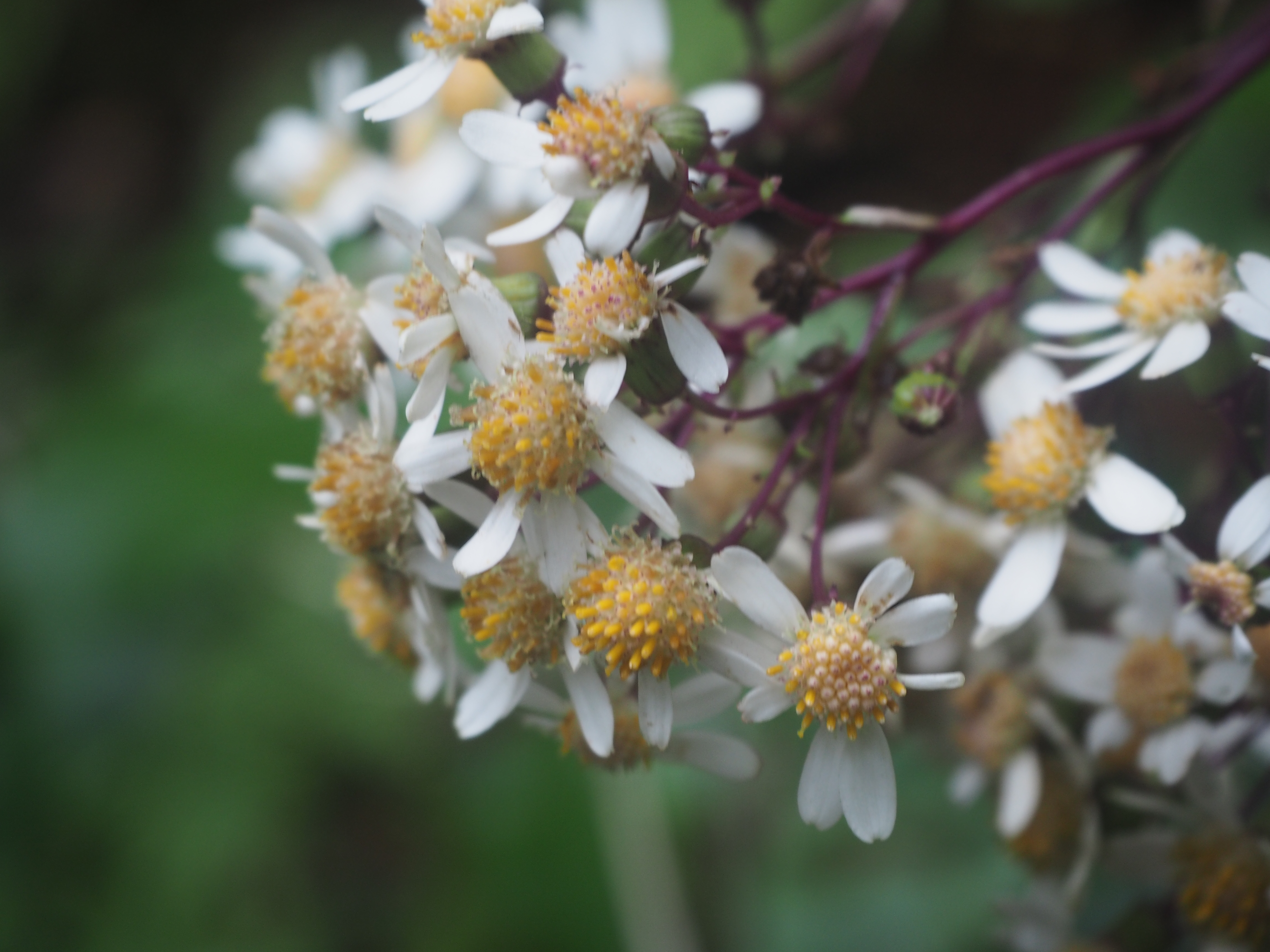
Bloemen
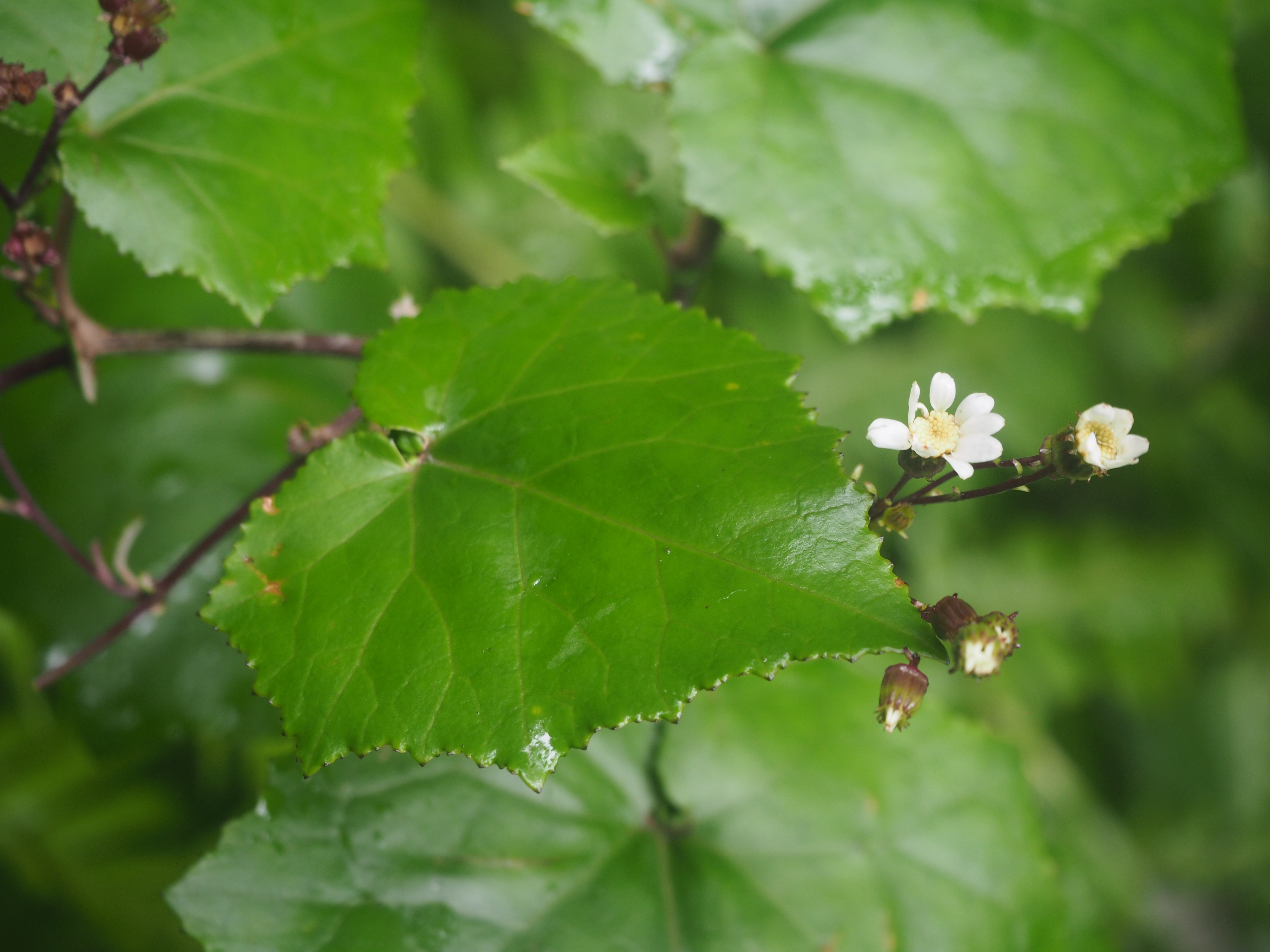
Blad
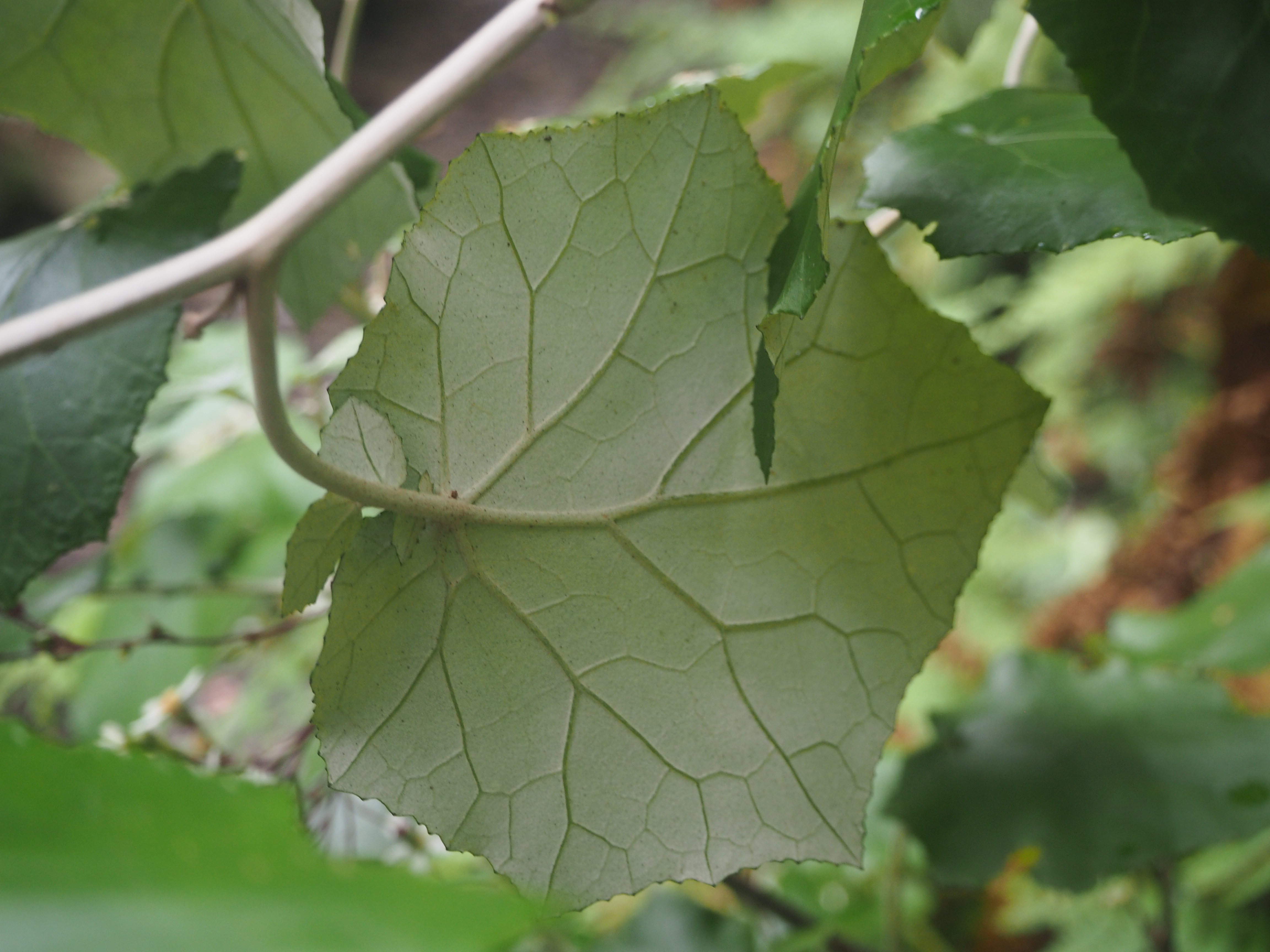
Blad (onderzijde)